# La lama sottile
La lama sottile (The Subtle Knife) è un romanzo fantasy del 1997 di Philip Pullman, seguito de La bussola d'oro e secondo capitolo della trilogia Queste oscure materie.

## Trama
Will Parry, un ragazzino che vive nella Oxford contemporanea, ha solo 12 anni, ma ha già le responsabilità di un adulto, poiché deve prendersi cura della madre, instabile di mente da quando il marito, John Parry, è sparito durante una spedizione nel Nord. Per proteggere la madre, però, Will accidentalmente uccide un uomo, introdottosi in casa per rubare alcune lettere di suo padre. Will fa una strabiliante scoperta, mentre cammina per la sua città: una finestra nell'aria, quasi invisibile all'occhio, che si apre su un mondo totalmente differente dal suo. Will va oltre la finestra e si ritrova a Cittagazze, dove incontra Lyra Belacqua e Pantalaimon, che sono finiti in quello stesso mondo da un altro mondo ancora, attraverso il ponte costruito da Lord Asriel mentre investigavano sulla Polvere.
Cittagazze è un luogo strano e deserto. Gli abitanti sono fuggiti, perché la città è infestata dagli Spettri, esseri invisibili che si nutrono della consapevolezza, la coscienza di sé degli adulti, lasciandoli simili a zombi, vuoti e spenti. I bambini sono immuni agli Spettri, perché non hanno ancora sviluppato del tutto la consapevolezza. I due ragazzi tornano nella Oxford di Will, sperando di trovare qui le risposte ai loro interrogativi. Will indaga sulla spedizione a cui ha partecipato il padre e scopre che includeva una ricerca sulle particelle atmosferiche, mentre Lyra, alla ricerca di uno studioso che le possa spiegare qualcosa in più sulla Polvere, incontra Mary Malone, una scienziata che ha scoperto l'esistenza delle Ombre (Shadows), la stessa identica misteriosa entità conosciuta da Lyra come Polvere. Ma ciò che Lyra non sa è che Mary ha scoperto che tale entità è conscia di sé, è consapevole di esistere. È la consapevolezza della Polvere che fa funzionare l'aletiometro ed è sempre la Polvere a circondare il pensiero umano e la materia.
L'obiettivo di Mary Malone è quello di trovare un modo per comunicare con queste particelle di Polvere. E dopo aver conosciuto Lyra, e grazie a lei, Mary riesce effettivamente a mettersi in contatto con le Ombre, cioè la Polvere, attraverso un dispositivo tecnologico da lei costruito. Parlando con le Ombre, scopre il ruolo che dovrà giocare nella profezia che coinvolge Lyra: dovrà "fare la parte del serpente", ovvero tentare la ragazzina. Ma, come Lyra è inconsapevole della profezia, così Mary non sa esattamente cosa dovrà fare. Will, a Cittagazze, viene in possesso di un importante oggetto, la lama sottile del titolo, un coltello speciale che può tagliare qualsiasi superficie e può aprire finestre tra i mondi. Per entrarne in possesso, Will deve superare una lotta contro Tulio, un ragazzo che se ne è impossessato, ma che non ne è il legittimo portatore. In questa lotta perde due dita, il che significa che è il nuovo portatore. In seguito Will scoprirà che suo padre non è morto ma è diventato uno sciamano; si fa chiamare Stanislaus Grumman e non è più tornato a casa perché, dopo aver scoperto l'esistenza di altri mondi, ed essere passato in uno di essi, non è più riuscito a tornare indietro. Dopo aver ritrovato suo padre, ucciso subito dopo il loro incontro da una strega innamorata di lui, Will torna da Lyra, ma non la trova e capisce che è stata rapita da qualcuno.

## Edizioni
- Philip Pullman, La lama sottile, traduzione di Alfredo Tutino, Salani, 1997,  p. 290, ISBN 88-8451-183-6.